# Le monde magique des diamants
Le monde magique des diamants, en allemand Zauberwelt der Diamanten, est une attraction de type walkthrough, située à Europa-Park, à Rust, en Allemagne.
Le 19 juin 2023, aux alentours de 16 h 40, un incendie se déclenche dans un local technique et détruit toute l'attraction, y compris une partie du Alpenexpress Enzian et des Tiroler Wildwasserbahn.